# پروانه ۹۸–۸۹
پروانه ۹۸'۸۹  (نام علمی: Diaethria phlogea) از گونه پروانه‌هایی است که در سال ۱۸۶۸ میلادی توصیف علمی شدند. آمریکای جنوبی به ویژه کلمبیا زیستگاه این گونه‌است.

## ظاهر
نقش روی بال این پروانه عدد ۸۹ و ۹۸ لاتین را نشان می‌دهد و به همین دلیل ۸۹-۹۸ نامیده می‌شود.